# Dispositiu cinematogràfic
El dispositiu cinematogràfic és el conjunt d'elements tecnològics, econòmics, estètics, ideològics, etc. que possibiliten l'obra cinematogràfica. No obstant això, el concepte de dispositiu pot interpretar-se des de diferents perspectives desenvolupades en els estudis de teoria cinematogràfica.

## El concepte de «dispositiu»
La noció de «dispositiu» sorgeix al voltant de 1970 en les tesis psicològiques de Sigmund Freud on es parlava de «dispositiu psíquic». Jean-Louis Baudry, posteriorment, adaptarà aquesta categoria a l'àmbit cinematogràfic en la seva obra L'effet Cinema. No obstant això, diferents disciplines utilitzaran el terme amb connotacions diferents.

En el sentit foucaultià del terme, «dispositiu» fa referència a la composició que generen «una sèrie d'elements tant pràctics com discursius en una barreja en la qual aquests s'alternen, s'integren i intercalen de maneres diverses, no necessàriament sistemàtiques i en permanent transformació articulant relacions hegemòniques i mecanismes d'exclusió i de poder». Per tant, «un dispositiu intercala components de natures diferents de tal manera que en aquest es poden articular pràctiques pedagògiques, amb discursos econòmics i alhora amb consideracions industrials i fenòmens estètics».
| «                  | (català) El que tracto d'indicar amb aquest nom és, en primer lloc, un conjunt resoltament heterogeni que inclou discursos, institucions, instal·lacions arquitectòniques, decisions reglamentàries, lleis, mesures administratives, enunciats científics, proposicions filosòfiques, morals, filantròpiques; en síntesi, el que s'ha dit, així com el no dit, aquests són els elements del dispositiu. El dispositiu mateix és la xarxa que s'estableix entre aquests elements. | » |
| — Michael Foucault | |   |

D'altra banda, més recentment, tal com destaca el doctor Rubén Dittus en el seu article El dispositivo cinematográfico como constructor de sentido: el caso del documental político, «l'italità Giorgio Afamben ha fet referència al concepte de dispositiu […] [com a] qualsevol cosa que tingui la capacitat per orientar, capturar, definir, modelar o controlar i, així, assegurar conductes i opinions. D'aquesta manera, no només la presó, l'escola o l'hospital serien dispositius, sinó també el llàpis, l'escriptura, l'ordinador o els mitjans de comunicació».

### Jean-Louis Baudry i el dispositiu cinematogràfic
Jean-Louis Baudry (1930, París) va ser un escriptor francès considerat un dels primers teòrics del cinema que va introduir el concepte de «dispositiu» en l'àmbit de l'art, en un article titulat Li Dispositif. La seva tesi estudia les conseqüències de l'efecte de realitat que provoca el dispositiu cinematogràfic des d'una perspectiva metapsicològica. Baudry defineix el «dispositiu» com el conjunt d'elements que intervenen en la relació entre l'obra cinematogràfica i l'espectador, i que influeixen a aquest últim a conseqüència de la càrrega ideològica intrínsecament adherida a l'obra cinematogràfica posada en context. «Es tracta d'un dispositiu associat a la idea d'una màquina d'ensomni, a través de la qual l'espectador entra en connexió amb un ampli ventall de fantasies, mites, realitats, imaginaris i projeccions espaciotemporals».
Aquesta concepció serà complementada i estudiada posteriorment per altres intel·lectuals com Edgar Morin o Christian Metz.
El filòsof i sociòleg francès Edgar Morin parteix d'una premissa fonamental: la imatge i el producte imaginari formen part de la mateixa naturalesa psíquica i, per tant, les imaginacions del subjecte són imatges en el sentit que s'encarnen eventualment en imatges materials. D'aquesta manera, el cinema –igual que la fotografia– representa una projecció de la realitat que els espectadors processaran de manera diferent (subjectivitat) a causa de la dicotomia que suposa la presència (obra cinematogràfica) i l'absència (imaginació) d'un referent.
D'altra banda, el semiòleg i teòric cinematogràfic Christian Metz complementa el concepte de dispositiu cinematogràfic d'una manera més equilibrada i sistematitzada, ja que va superar la visió ideologitzada del dispositiu com l'aparell tècnic i va ser capaç d'articular una teoria coherent. El doctor Rubén Dittus resumeix a la perfecció l'aportació de Metz de la següent manera:
| «              | (català) […] la premissa que l'espectador mai manté, amb les imatges que mira, una relació abstracta o pura, separada de tota realitat concreta. La visió del film es dona en un context determinat -social, tecnològic, situacional, biogràfic, institucional i ideològic-, el qual es transforma en factor que regula la relació de l'espectador amb la imatge (Aumont, 1992, p. 15). Això explica que el dispositiu s'associï als efectes ideològics del cinema, ja que, en certa forma, suposa la frontera entre el subjectiu i el social. Metz no ho explicita de la forma com ho planteja Baudry, però probablement la seva reflexió sigui el treball més acabat realitzat entorn del dispositiu visual cinematogràfic. Al nostre parer, no hi ha incompatibilitat entre ambdues postures. Seguint a Meunier (1999), es pot concloure que el subjecte-totiperceptivo de Metz implica al subjecte al·lucinat de Baudry, ja que tots dos subjectes resulten d'una regressió narcisista correlativa d'una confusió entre el real i la representació del real. | » |
| — Rubén Dittus | |   |

En definitiva, la teoria del dispositiu cinematogràfica fa referència a la relació del cinema amb la figura de l'espectador. L'espectador, en el context cinematogràfic, entén la realitat de les imatges projectades en la pantalla i les assimila, entrant en contacte directe amb elements que estimulen la seva imaginació. D'aquesta manera, es produeix una situació simbiòtica en la qual entren en contacte dues dimensions de la realitat: la realitat objectiva o exterior, i la realitat subjectiva o interior de l'espectador. Ja que «en el film, el subjecte no visualitza les seves marques com enunciatari, ja que el dispositiu suprimeix qualsevol referència al enunciador. És un tros de realitat la que parla i es deixa veure. Aquestes formes d'organització que defineixen la percepció a través de múltiples dades, imatges, recursos estilístics, diàlegs o recursos tècnics, és el que entenem per "dispositiu cinematogràfic"».